# 河野真幸
河野 真幸（こうの まさゆき、1980年4月12日 - ）は、日本の男性プロレスラー、総合格闘家。北海道登別市出身。血液型B型。

## 経歴

### 全日本プロレス入門
幼い頃からプロレスラーの武藤敬司に憧れ、中学校進学から北海道登別南高等学校卒業まではバスケットボールを経験。アニマル浜口ジムでトレーニングし、2002年に憧れであった武藤率いる全日本プロレスに入門する。
2003年3月28日、地元北海道の北海道立総合体育センターで荒谷信孝を相手にデビュー。その190cmを超える巨体から当時から期待されていた。また総合格闘家のミルコ・クロコップとの対戦を志願するなど総合格闘技にも目を向けていた。
6月13日、天龍源一郎とシングルで対戦、敗れはしたものの天龍から「若い頃のジャンボ鶴田を思い出した」と評価された。
2004年3月20日、後楽園ホールで右肩を負傷、長期の欠場に入る。欠場中はリハビリを兼ねてボクシングのトレーニングを開始し、総合格闘家の高阪剛の元で総合格闘技の練習を重ねた。

### 総合格闘家転身
2005年5月20日、後楽園ホールで師匠の武藤と欠場中にデビューした諏訪間幸平（後の諏訪魔）を迎え撃ち復帰を行う。後輩・諏訪間のジャーマン・スープレックスで敗れ、試合後全日本を退団し総合格闘家としてやっていくことを発表した。バックステージでは武藤に強くなって全日本に帰ってくることを誓い、将来にシングル対決をする約束をした。またライバルの諏訪間とお互いの世界でチャンピオンになろうと誓い合った。
7月10日、パンクラスで玉海力剛を相手にデビューし、初戦を勝利で飾った。その後も河野はフリーとしてパンクラスのリングに上がり続け、2007年2月25日、K-1 JAPAN TRYOUTに参加し、準合格を果たした。その後、新日本プロレスの総合格闘技部門「NEW JAPAN FACTORY」に入団。

### 全日本プロレス復帰
2009年、契約満了を理由に新日本プロレスを退団。3月1日、全日本プロレス後楽園ホール大会でプロレスラーとして復帰することを発表。また翌日からプロレス修行のためカナダに行くことも発表された。
5月17日、後楽園ホール大会で武藤と組んで小島、諏訪魔組といきなりメインでの復帰戦が決定。試合は武藤からアシストを受けたとはいえ、雪崩式の腕ひしぎ十字固めで元三冠王者の小島から勝利を奪った。しかし試合後河野は、「たまたまギブアップをとれたというだけで」、「しょっぱいのは分かってるんで」と始終反省しきりだった。その後のシリーズではタッグを含めて勝ち進んでいたが、5月30日に行われた愛知県体育館大会では諏訪魔とシングルで対戦。ラストライドで敗北した。
7月5日には早くも武藤と組んでGURENTAIの持つ世界タッグ王座への挑戦が決定した。6月25日にて行われた6人タッグでは元三冠王者の太陽ケアにTKO勝ちを納めるなどしたが当日のタイトルマッチでは鈴木みのるのゴッチ式パイルドライバーを喰らい敗北、王座奪取はならなかった。
9月の『FLASHING TOUR2009』ではプロレス復帰した元パンクラスの船木誠勝と対戦するも敗北。さらに最終戦にて行われた6人タッグでは新人の浜亮太に敗北した。
10月の『ANNIVERSARY TOUR 09』開幕戦では小島聡とのシングルマッチが実現するも小島のラリアットで敗北。5月のリベンジを果たされてしまう。船木とタッグを組むなどしていたが左肘の蜂窩織炎により19日から23日までの4大会を欠場した。
12月、諏訪魔と組んで世界最強タッグ決定リーグ戦に出場し惜しくも準優勝に終わった。その後は新世代軍として活動し、三冠王座に挑戦するなどしていたが結果が残せなかった。そして諏訪魔が三冠王座栄冠を果たすと同時に新世代軍は解散した。
2010年10月10日、後楽園ホール大会で対戦相手の浜を血祭りに上げてVOODOO-MURDERSへの加入を表明。選手名を『KONO』に変更した。

### 不可解なヒールターン
その後は、裏切りに怒った浜を反則殺法で血祭りにあげる等、悪の限りを尽くしており2010年世界最強タッグ決定リーグ戦においても決勝進出者決定戦を勝ちあがって来た諏訪魔・浜組を、リーグの決勝戦とは思えない戦法（反則、凶器攻撃、セコンド乱入）を繰り返して優勝する。
年明けの1月3日後楽園ホールにて、ケア・曙の所持する世界タッグ王座に挑戦したが、以前より総帥TARUに反感を持っていたKENSOと衝突し、王座奪取を逃した。そして、他のVOODOO-MURDERSと共にKENSOを追放、自らのVOODOO入りを手引きしたKENSOを、自らの手で追い出すといった不可解な行為に及んだ。
2011年2月6日、ジョー・ドーリングをパートナーとして、ケアを三角絞めで下し世界タッグ王座に初戴冠する。
5月29日・神戸大会前の控室でブードゥー・マーダーズ（VM）のリーダー・TARUがスーパー・ヘイトこと平井伸和の顔面を殴打し、試合後には平井が意識不明となり急性硬膜下血腫で手術を受けた件に関して、試合前の控室にいっしょにいたVMのメンバーである稔、MAZADAと共に無期限の出場停止処分になったが、6月30日に事件には関わっていないとして出場停止処分を解除した。
河野はまた、その会見において右肘を負傷していたことを告白。手術・リハビリのため、3ヶ月間の療養生活を送っていた。10月10日、後楽園ホールにて復帰した。

### STACK OF ARMS
復帰してから河野は特に大きな行動を起こすこともなく、試合内容もヒール時代より精彩を欠いているとのことで、船木から目を付けられる。10月の両国大会では一騎討ちが実現した。敗北するも、年末の最強タッグリーグに船木とのタッグで出場することが決定した。
リーグ戦開幕からは着実に船木をアシストし、河野も得点に繋げるなどの活躍を見せ準優勝した。2011年からは田中稔も加え、武闘派新ユニット「STACK OF ARMS」として活動していくと宣言した。1月4日、新日本プロレス東京ドーム大会に初参戦し、試合に勝利するも対戦相手の永田裕志のキックが原因で、船木が顔面を負傷してしまった。ユニット始動直後にリーダーを潰され足止めを食らった形となった怒りをぶつけるべく、2月11日に遂に永田との一騎討ちを迎えた。が、試合はヒートアップし、両者リングアウト二回後、両軍セコンド入り乱れての大乱闘となったため無効試合になった。
2013年6月30日の両国国技館大会を最後に、全日本プロレスを退団した。その後WRESTLE-1旗揚げに参加する。

### デスペラード
W-1旗揚げ戦において、河野は船木と組んで桜庭和志、柴田勝頼と戦うも桜庭に敗れた。その後、試合後に乱入してきた崔領二、佐藤耕平と結託し船木を襲撃、ヒールユニット「デスペラード」を結成しリーダーとなる。
2014年7月6日の両国大会でKAIとの敗者髪切りor軍団解散マッチを行いWRESTLE-1入団後には使用していなかったジャイアント・ニードロップを使用し勝利しデスペラードを守り抜きKAIを坊主にした。10月8日には王座決定トーナメントで優勝し、初代WRESTLE-1チャンピオンシップを獲得した。

### デスペラード追放
2015年8月2日、土肥孝司に敗れデスペラードから追放された。しかし、河野はデスペラードからKAZMAと二人をクビにしたと語る。またこのときNOSAWA論外が試合後に河野を救出した。
W-1活動休止により、2020年4月1日よりフリーランスとなる。

### パーソナルトレーニングジムのトレーナー
2021年7月27日、オーナー兼トレーナーを務めるパーソナルトレーニングジム「JUMPING-KNEE」を新宿区高田馬場2丁目にオープンした。
フリーランスとしての活動と並行して、一般の人を対象に体力維持や健康維持などの要望を聞き、個別にメニューを組み立てて指導するトレーナーとして活動している。

## 得意技
デビュー当初から190cmを超える巨体をフルに活用したダイナミックかつ、パワフルな技を得意としている。
ニーリフト
WRESTLE-1入団後の河野のフィニッシュ・ムーブ。
ジャイアントニードロップ
いわゆるダイビングニードロップ。技の命名は諏訪魔。
シャイニング・ウィザード
敵対する武藤を挑発するかのごとく、フィニッシュに使っている。
フロントハイキック
その巨体から繰り出されるキックは、かのジャイアント馬場をも彷彿とさせた。
顔面への膝蹴り
ヒールターン後から頻繁に使用。
ランニングネックブリーカードロップ
馬場がフィニッシュ・ホールドとして使っていた技。
雪崩式腕ひしぎ逆十字固め
この技で元三冠王者の小島から勝利し、復帰戦を白星で飾った。
バックドロップ
抱え式といわれるスタイルで使用。河野の場合は、非常に高々と担ぎ上げるのが特徴である。デビュー後の時期は、フロント・ハイキックやジャンピング・ネックブリーカー・ドロップと並んでフィニッシュ・ホールドとして使用した。
ドロップキック
192cmの巨体から放たれるこの技は打点が高く、威力も凄まじいものがある。
ブレーンバスター
かつての全日最強外国人ギガンテスの145kgという巨体を投げ捨てたことがある。
ネックハッキングボム
アームロック
CNT
コブラツイストの状態から両腕を相手の股間でクラッチして旋回しながら担ぎ上げ、三沢光晴のエメラルドフロウジョンのように脳天から突き刺す技。
「CNT」とはカナダにある有名なタワーの名前。
ファルコンアロー
三角絞め

## タイトル歴
全日本プロレス
- 世界タッグ王座（第58代 w/ ジョー・ドーリング、第92代 w/ 諏訪魔）
- 世界最強タッグ決定リーグ戦 優勝（2010年 w/ KENSO）

WRESTLE-1
- WRESTLE-1チャンピオンシップ（初代、第10代）
- WRESTLE-1タッグチャンピオンシップ（第3代 w/ 近藤修司、第9代 w/ 伊藤貴則、第17代 w/ アレハンドロ）
- UWA世界6人タッグ王座（第54代 w/ カズ・ハヤシ&近藤修司）

天龍プロジェクト
- WAR世界6人タッグ王座（第20代 w/ 新井健一郎&佐藤耕平、第22代 w/ 児玉裕輔&羆嵐）

## 人物
- 漫画1・2の三四郎のファン。主人公の東三四郎のようなプロレスラーになりたいと思っていたが、どちらかというとその体系から成海頁二に似ていると言われる。
- かつての先輩である石狩太一とは非常に仲が良い。
- 公称身長は192cmだが実際はそれよりも1cm高い193cmである。これは元々身長は192cmだったがK-1のトライアウトでの身体測定で身長が193.2cmまで伸びていたことが判明したことによる。

## 戦績
| 総合格闘技 戦績 | 総合格闘技 戦績 | 総合格闘技 戦績 | 総合格闘技 戦績 | 総合格闘技 戦績 | 総合格闘技 戦績 | 総合格闘技 戦績 |
| --------------- | --------------- | --------------- | --------------- | --------------- | --------------- | --------------- |
| 8 試合          | (T)KO           | 一本            | 判定            | その他          | 引き分け        | 無効試合        |
| 3 勝            | 2               | 1               | 0               | 0               | 0               | 0               |
| 5 敗            | 3               | 2               | 0               | 0               | 0               | 0               |

| 勝敗 | 対戦相手               | 試合結果                           | 大会名                     | 開催年月日     |
| ×    | スタニスラブ・ネドコフ | 1R 1:35 TKO（パウンド）            | PANCRASE 2008 SHINING TOUR | 2008年12月7日  |
| ×    | ブラッド・モリス       | 1R 1:32 ギブアップ（パンチ連打）   | Warriors Realm 12          | 2008年2月9日   |
| ×    | 水野竜也               | 1R 3:28 TKO（パウンド）            | PANCRASE 2007 RISING TOUR  | 2007年11月28日 |
| ×    | チェ・ムベ             | 2R 1:36 肩固め                     | PANCRASE 2006 BLOW TOUR    | 2006年12月2日  |
| ○    | ダニエル・リオンズ     | 1R 3:46 TKO（パウンド）            | PANCRASE 2006 BLOW TOUR    | 2006年9月16日  |
| ○    | ティモール・アリエフ   | 1R 4:09 TKO（右フック）            | PANCRASE 2006 BLOW TOUR    | 2006年5月2日   |
| ×    | アスラン・デゼボエフ   | 1R 4:12 KO（右フック）             | PANCRASE 2005 SPIRAL TOUR  | 2005年10月2日  |
| ○    | 玉海力                 | 1R 1:10 チキンウィングアームロック | PANCRASE 2005 SPIRAL TOUR  | 2005年7月10日  |